# 1821
Il 1821 (MDCCCXXI in numeri romani) è un anno  del XIX secolo.

## Eventi
- 7 gennaio – Nel Granducato di Toscana viene fondata da Giovan Pietro Vieusseux e Gino Capponi la rivista Antologia.
- 22 gennaio – L'esploratore russo Fabian Gottlieb von Bellinghausen scopre l'Isola Pietro I. È il primo avvistamento di terra emersa all'interno del Circolo polare antartico.
- 26 gennaio – Congresso di Lubiana: Si riunisce a Lubiana un congresso della Santa Alleanza nel corso del quale Ferdinando I delle Due Sicilie invoca l'intervento dell'Impero austriaco per bandire la costituzione del 1820.
- 22 febbraio – Un'insurrezione divampa in tutta la Grecia continentale contro il dominio ottomano. È l'inizio della Guerra d'indipendenza greca.
- 27 febbraio – A Parigi, il ministro Corbière emana le Ordinanze, che parificano le scuole ecclesiastiche ed introducono un potere di sorveglianza dei vescovi per quel che concerne la religione.
- 7-10 marzo – Battaglia di Antrodoco: L'esercito napoletano, guidato da Guglielmo Pepe, viene sconfitto dall'esercito austriaco, guidato dal generale Frimont, ad Antrodoco.
- 13 marzo – Il re di Sardegna Vittorio Emanuele I abdica in favore del fratello Carlo Felice, peraltro assente da Torino, a causa di un moto carbonaro capeggiato da Santorre di Santarosa. Il reggente Carlo Alberto di Savoia concede la costituzione, ma sarà sconfessato dieci giorni dopo da Carlo Felice il quale chiamerà l'esercito austriaco perché invada il Piemonte e reprima il moto liberale.
- 17 marzo – Alessandro Manzoni scrive l'ode Marzo 1821.
- 25 marzo – A Patrasso, in Grecia, comincia l'insurrezione armata contro l'Impero ottomano.
- 8 aprile – Nei pressi di Novara le truppe regolari sarde e quelle austriache sconfiggono l'esercito dei liberali costituzionali piemontesi.
- 5 maggio – Muore Napoleone a Sant'Elena per il cancro allo stomaco.
- 12 maggio – Si chiude il Congresso di Lubiana: Vengono confermate e rafforzate le decisioni prese nel precedente Congresso di Troppau.
- 25 maggio – Klemens von Metternich diviene Cancelliere austriaco.
- 19 luglio – Alessandro Manzoni scrive l'ode Il cinque maggio.
- 28 settembre – La Spagna riconosce l'indipendenza del Messico (che l'aveva dichiarata 11 anni prima).
- 6 dicembre – Si chiude il Processo Maroncelli Pellico.
- I graptoliti sono riconosciuti come organismi animali.

## Nati
Ci sono circa 400 voci su persone nate nel 1821; vedi la pagina Nati nel 1821 per un elenco descrittivo o la categoria Nati nel 1821 per un indice alfabetico.

## Morti

### Gennaio
- 1º gennaio - Stefano Antonio Morcelli, epigrafista e gesuita italiano (n. 1737)
- 1º gennaio - Johann Carl Wilhelm Voigt, geologo tedesco (n. 1752)
- 4 gennaio - Elizabeth Ann Bayley Seton, religiosa statunitense (n. 1774)
- 5 gennaio - Carlo Porta, poeta italiano (n. 1775)
- 12 gennaio - Pietro Cugini, architetto italiano (n. 1750)
- 12 gennaio - John Macpherson, I baronetto, militare, politico e nobile britannico (n. 1745)
- 13 gennaio - Nicolò Pasqualigo, ammiraglio italiano (n. 1770)
- 17 gennaio - Domenico Bruni, cantante lirico italiano (n. 1758)
- 18 gennaio - Alexandru Suțu, principe greco (n. 1758)
- 18 gennaio - Christian zu Stolberg-Stolberg, poeta tedesco (n. 1748)
- 19 gennaio - Thomas Willing, politico e banchiere statunitense (n. 1731)
- 31 gennaio - Antonio Maria Doria Pamphilj, cardinale italiano (n. 1749)

### Febbraio
- 3 febbraio - Antonio Benedetto Carpano, inventore italiano (n. 1751)
- 3 febbraio - Nikolaj Sergeevič Volkonskij, generale e ambasciatore russo (n. 1753)
- 4 febbraio - Domenico Tempio, poeta italiano (n. 1750)
- 7 febbraio - Sefer Ali-Bey Shervashidze
- 10 febbraio - Francesco Giampietri, giurista e magistrato italiano (n. 1754)
- 12 febbraio - Francisco de Borja Álvarez de Toledo, duca (n. 1763)
- 14 febbraio - Petru Maior, filologo, storico e lessicografo rumeno
- 16 febbraio - Giuseppe Errante, pittore italiano (n. 1760)
- 19 febbraio - György Majláth, nobile, giudice e politico ungherese (n. 1752)
- 21 febbraio - Guglielmo Manzi, letterato italiano (n. 1784)
- 21 febbraio - Georg Friedrich von Martens, giurista e diplomatico tedesco (n. 1756)
- 23 febbraio - John Keats, poeta britannico (n. 1795)
- 26 febbraio - François-Emmanuel Guignard de Saint-Priest, politico e diplomatico francese (n. 1735)
- 26 febbraio - Joseph de Maistre, filosofo, politico e diplomatico italiano (n. 1753)
- 26 febbraio - Giuseppe de Novaes, presbitero portoghese (n. 1736)
- 27 febbraio - Guglielmo I d'Assia-Kassel, sovrano tedesco (n. 1743)
- 27 febbraio - Gottlieb Conrad Christian Storr, medico, naturalista e chimico tedesco (n. 1749)

### Marzo
- 5 marzo - Placido Bordoni, letterato e storico italiano (n. 1736)
- 7 marzo - Angelo Venturoli, architetto italiano (n. 1749)
- 7 marzo - Filippo Vibò di Prales, generale italiano (n. 1735)
- 8 marzo - Harriett Abrams, soprano inglese
- 9 marzo - Nicholas Pocock, pittore inglese (n. 1740)
- 10 marzo - Luigi Nuti, incisore, disegnatore e pittore italiano (n. 1748)
- 10 marzo - Juan Germán Roscio, avvocato, giornalista e politico venezuelano (n. 1763)
- 15 marzo - Abraham Niclas Edelcrantz, inventore svedese (n. 1754)
- 17 marzo - Pietro Edwards, pittore e restauratore italiano (n. 1744)
- 21 marzo - Michael Bryan, storico dell'arte e mercante inglese (n. 1757)
- 24 marzo - Johann Abraham Albers, medico tedesco (n. 1772)
- 26 marzo - Francesco Saverio Bassi, arcivescovo cattolico italiano (n. 1745)
- 29 marzo - Teresa Ciceri Castiglioni, inventrice italiana (n. 1750)
- 31 marzo - Yamagata Bantō, scrittore e astronomo giapponese (n. 1748)

### Aprile
- 4 aprile - Salim bin Sultan, sovrano omanita
- 6 aprile - Robert Stewart, I marchese di Londonderry, politico irlandese (n. 1739)
- 6 aprile - Jacob Zellweger, imprenditore e politico svizzero (n. 1770)
- 7 aprile - Simone Assemani, numismatico e orientalista italiano (n. 1752)
- 16 aprile - Simon Jean François Ravenet, incisore francese (n. 1737)
- 17 aprile - Jean-Pierre Louis de Fontanes, politico francese (n. 1757)
- 20 aprile - Franz Karl Achard, scienziato tedesco (n. 1753)
- 21 aprile - André-Frédéric Eler, compositore, docente e musicologo francese (n. 1764)
- 21 aprile - Silvestro Todaro, vescovo cattolico italiano (n. 1752)
- 22 aprile - Cirillo VI di Costantinopoli, arcivescovo ortodosso greco (n. 1769)
- 22 aprile - John Crome, pittore e incisore inglese (n. 1768)
- 22 aprile - Gregorio V, arcivescovo ortodosso greco (n. 1746)
- 23 aprile - Pierre Riel de Beurnonville, generale francese (n. 1752)
- 24 aprile - Athanasios Diakos, rivoluzionario e patriota greco (n. 1788)
- 24 aprile - Johann Peter Frank, medico e igienista tedesco (n. 1745)
- 30 aprile - Benderli Ali Pascià, politico ottomano (n. 1770)

### Maggio
- 1º maggio - Francesco Benedetti, poeta e scrittore italiano (n. 1785)
- 2 maggio - Hester Lynch Piozzi, scrittrice e mecenate britannica (n. 1741)
- 4 maggio - Bartolomeo Borghi, matematico e geografo italiano (n. 1750)
- 5 maggio - Napoleone Bonaparte, politico e generale francese (n. 1769)
- 11 maggio - Tommaso Mercandetti, incisore e medaglista italiano (n. 1758)
- 15 maggio - Franz Niklaus Zelger, condottiero e politico svizzero (n. 1765)
- 16 maggio - Luigi Birago di Borgaro, nobile italiano (n. 1750)
- 17 maggio - Francesco Maria d'Este, vescovo cattolico italiano (n. 1743)
- 19 maggio - François-Henri de Franquetot de Coigny, generale francese (n. 1737)
- 20 maggio - Luigi Emanuele Corvetto, politico e avvocato italiano (n. 1756)
- 20 maggio - Abraham Pihl, religioso, astronomo e architetto norvegese (n. 1756)
- 22 maggio - Johann Georg Heinrich Feder, filosofo tedesco (n. 1740)
- 26 maggio - Liberale Cozza, pittore italiano (n. 1768)
- 26 maggio - Constance Mayer, pittrice francese (n. 1775)

### Giugno
- 3 giugno - Agostino Gerli, architetto, decoratore e inventore italiano (n. 1744)
- 7 giugno - Louis Claude Marie Richard, botanico francese (n. 1754)
- 7 giugno - Tudor Vladimirescu, rivoluzionario rumeno (n. 1780)
- 10 giugno - Moses Austin, imprenditore statunitense (n. 1761)
- 10 giugno - Andrea Di Giovanni y Centellés,  italiano (n. 1742)
- 14 giugno - Chaim Ickovits, filosofo e teologo polacco (n. 1749)
- 14 giugno - Nicolas Marie Quinette, politico francese (n. 1762)
- 17 giugno - Martín Miguel de Güemes, militare argentino (n. 1785)
- 18 giugno - Ivan Fëdorovič Udom, generale e nobile russo (n. 1768)
- 19 giugno - Peter Ochs, avvocato e politico svizzero (n. 1752)
- 20 giugno - Clemente Bondi, poeta e traduttore italiano (n. 1742)
- 21 giugno - César-Guillaume de La Luzerne, cardinale e vescovo cattolico francese (n. 1738)
- 21 giugno - Alessandro Massaroni, brigante italiano (n. 1790)
- 22 giugno - Domenico Vantini, architetto e pittore italiano (n. 1764)
- 23 giugno - Luisa Maria Adelaide di Borbone, nobile francese (n. 1753)
- 27 giugno - Sophie Trébuchet, nobile francese (n. 1772)
- 28 giugno - August Friedrich Schweigger, medico e naturalista tedesco (n. 1783)
- 30 giugno - José Fernando de Abascal y Sousa, generale spagnolo (n. 1743)
- 30 giugno - Luigi Busatti, pittore e scenografo italiano (n. 1763)

### Luglio
- 1º luglio - Jules César Denis van Loo, pittore francese (n. 1743)
- 2 luglio - Louis Charles Antoine de Beaufranchet d'Ayat, generale e politico francese (n. 1757)
- 2 luglio - Michele Di Pietro, cardinale italiano (n. 1747)
- 4 luglio - Richard Cosway, pittore inglese (n. 1742)
- 9 luglio - Kyprianos di Cipro, arcivescovo ortodosso e politico cipriota (n. 1756)
- 10 luglio - Francisco Ramírez, militare argentino (n. 1786)
- 13 luglio - Pedro Juan Caballero, politico paraguaiano (n. 1786)
- 14 luglio - Luigi Angiolini, scrittore italiano (n. 1750)
- 17 luglio - Fulgencio Yegros, militare e politico paraguaiano (n. 1780)
- 20 luglio - Maurice-Jean de Broglie, vescovo cattolico francese (n. 1766)
- 23 luglio - Frances Twysden, nobildonna inglese (n. 1753)
- 24 luglio - Johann Timotheus Hermes, scrittore tedesco (n. 1738)

### Agosto
- 2 agosto - Philibert Fressinet, generale francese (n. 1767)
- 6 agosto - Antonio Bartolomeo Bruni, compositore, violinista e direttore d'orchestra italiano (n. 1757)
- 7 agosto - Carolina di Brunswick, regina (n. 1768)
- 10 agosto - Salvatore Viganò, ballerino, coreografo e compositore italiano (n. 1769)
- 12 agosto - Aleksandr Michajlovič Golicyn, politico russo (n. 1772)
- 12 agosto - Pietro Zani, scrittore, poeta e critico d'arte italiano (n. 1748)
- 14 agosto - Giovanni Barberi, giurista italiano (n. 1748)
- 19 agosto - Marie-Denise Villers, pittrice francese (n. 1774)
- 20 agosto - Paolo Arconati Visconti, nobile e politico italiano (n. 1754)
- 20 agosto - Dorotea di Medem, nobile (n. 1761)
- 21 agosto - Adam von Bartsch, scrittore e incisore austriaco (n. 1757)
- 24 agosto - John Polidori, medico, scrittore e poeta britannico (n. 1795)

### Settembre
- 3 settembre - Benjamin Taliaferro, politico e generale statunitense (n. 1750)
- 4 settembre - José Miguel Carrera, generale e patriota cileno (n. 1785)
- 10 settembre - Johann Dominicus Fiorillo, pittore e storico dell'arte tedesco (n. 1748)
- 14 settembre - Heinrich Kuhl, zoologo tedesco (n. 1797)
- 14 settembre - Stanisław Kostka Potocki, scrittore, archeologo e pubblicista polacco (n. 1755)
- 17 settembre - Gheorghe Lazăr, pedagogista romeno (n. 1779)
- 18 settembre - Carolina d'Assia-Darmstadt, principessa (n. 1746)
- 18 settembre - Jean-Nicolas Corvisart des Marets, medico francese (n. 1755)
- 30 settembre - Ludwig Geyer, attore teatrale, poeta e pittore tedesco (n. 1779)

### Ottobre
- 4 ottobre - Giovanni Bellavite, scultore italiano (n. 1739)
- 4 ottobre - Marie-Louise Lachapelle, ginecologa francese (n. 1769)
- 4 ottobre - John Rennie il Vecchio, ingegnere scozzese (n. 1761)
- 6 ottobre - Paolo Lamberto D'Allègre, arcivescovo cattolico italiano (n. 1751)
- 6 ottobre - Anders Jahan Retzius, chimico, botanico e entomologo svedese (n. 1742)
- 7 ottobre - Hanawa Hokiichi, filosofo, scrittore e monaco buddista giapponese (n. 1746)
- 8 ottobre - Juan O'Donojú, politico e militare spagnolo (n. 1762)
- 9 ottobre - Carl Ludwig von Hablitz, botanico prussiano (n. 1752)
- 11 ottobre - Nicolas Céard, ingegnere francese (n. 1745)
- 19 ottobre - Stanisław Mokronowski, generale polacco (n. 1761)
- 20 ottobre - Alexandre-Angélique de Talleyrand-Périgord, cardinale, arcivescovo cattolico e politico francese (n. 1736)
- 20 ottobre - Félix de Azara, geografo, naturalista e ingegnere spagnolo (n. 1742)
- 23 ottobre - Franciszek Zabłocki, drammaturgo polacco (n. 1754)
- 27 ottobre - Ivan Afanas'evič Dmitrevsky, attore teatrale, traduttore e drammaturgo russo (n. 1734)
- 28 ottobre - Gaspare Pacchierotti, cantante castrato italiano (n. 1740)
- 31 ottobre - Matteo Angelo Galdi, politico, giurista e pedagogo italiano (n. 1765)

### Novembre
- 8 novembre - Jean Rapp, generale francese (n. 1771)
- 10 novembre - Andreas Jakob Romberg, violinista e compositore tedesco (n. 1767)
- 11 novembre - Domenico Del Frate, pittore italiano (n. 1765)
- 11 novembre - Henrietta Spencer, nobildonna inglese (n. 1761)
- 18 novembre - Johann Jacob Schweppe, inventore e imprenditore tedesco (n. 1740)
- 20 novembre - Anselm Maria Fugger von Babenhausen, principe e politico tedesco (n. 1766)
- 22 novembre - Cesare Baldinotti, filosofo italiano (n. 1747)
- 24 novembre - Johann Friedrich Flatt, filosofo e teologo tedesco (n. 1759)

### Dicembre
- 1º dicembre - Maria Antonia del Liechtenstein, principessa austriaca (n. 1756)
- 7 dicembre - Saverio Dalla Rosa, pittore e incisore italiano (n. 1745)
- 7 dicembre - Pomare II, re (n. 1782)
- 11 dicembre - Ignazio Greco, vescovo cattolico italiano (n. 1760)
- 12 dicembre - Alexander Callimachi,  ottomano (n. 1737)
- 16 dicembre - Claire-Élisabeth Gravier de Vergennes, scrittrice e nobile francese (n. 1780)
- 20 dicembre - Gian Francesco Fortunati, compositore italiano (n. 1746)
- 26 dicembre - Maria Aurora di Sassonia,  francese (n. 1748)
- 29 dicembre - Jean-Baptiste Dumonceau, generale belga (n. 1760)
- 31 dicembre - Louise-Félicité Guynement de Kéralio, scrittrice francese (n. 1757)

### Senza giorno specificato
- Luigi Agricola, pittore italiano
- Manuel Arredondo y Pelegrín, militare e magistrato spagnolo
- Georg Joseph Beer, oculista austriaco (n. 1763)
- David Beringer, orologiaio tedesco (n. 1756)
- William Robert Broughton, esploratore britannico (n. 1762)
- Marie-Anne Collot, scultrice francese (n. 1748)
- Alessandro Dalla Nave, pittore italiano
- Francis Drake, diplomatico inglese (n. 1764)
- Giovanni Antonio Galignani, editore italiano (n. 1757)
- Francesco Maria Gianni, storico, economista e politico italiano (n. 1728)
- Varvara Nikolaevna Golovina, nobildonna e artista russa (n. 1766)
- Andrés Guazurary, militare e politico argentino (n. 1778)
- Elizabeth Inchbald, drammaturga, scrittrice e attrice teatrale britannica (n. 1753)
- Suzanne Labrousse,  francese (n. 1747)
- Louisa Lennox, nobildonna inglese (n. 1743)
- Liu Yiming, monaco taoista cinese (n. 1734)
- Giovanni Battista Lusieri, pittore italiano (n. 1755)
- Niccolò Moretti, compositore e organista italiano (n. 1764)
- Hester Chapone, scrittrice britannica (n. 1727)
- Paolo Francesco Parenti, compositore italiano (n. 1764)
- Laurent Pêcheux, pittore francese (n. 1729)
- Jean Pestré, abate e enciclopedista francese (n. 1723)
- Agostino Piella, militare italiano (n. 1744)
- Luigi Raffanelli, cantante lirico italiano (n. 1752)
- Friedrich Ernst Ruhkopf, filologo classico tedesco (n. 1760)
- Juan José de Sámano y Uribarri, generale spagnolo (n. 1753)
- Girolamo Schiavon, compositore e organista italiano (n. 1751)
- Carlo Vanvitelli, architetto e ingegnere italiano (n. 1739)
- Jacopo Antonio Vianelli, avvocato, giudice e poeta italiano (n. 1776)

## Calendario
| Calendario 1821 | Calendario 1821 | Calendario 1821 | Calendario 1821 | Calendario 1821 | Calendario 1821 | Calendario 1821 | Calendario 1821 | Calendario 1821 | Calendario 1821 | Calendario 1821 | Calendario 1821 | Calendario 1821 | Calendario 1821 | Calendario 1821 | Calendario 1821 | Calendario 1821 | Calendario 1821 | Calendario 1821 | Calendario 1821 | Calendario 1821 | Calendario 1821 | Calendario 1821 | Calendario 1821 | Calendario 1821 | Calendario 1821 | Calendario 1821 | Calendario 1821 | Calendario 1821 | Calendario 1821 | Calendario 1821 | Calendario 1821 | Calendario 1821 |
| --------------- | --------------- | --------------- | --------------- | --------------- | --------------- | --------------- | --------------- | --------------- | --------------- | --------------- | --------------- | --------------- | --------------- | --------------- | --------------- | --------------- | --------------- | --------------- | --------------- | --------------- | --------------- | --------------- | --------------- | --------------- | --------------- | --------------- | --------------- | --------------- | --------------- | --------------- | --------------- | --------------- |
|                 | 1               | 2               | 3               | 4               | 5               | 6               | 7               | 8               | 9               | 10              | 11              | 12              | 13              | 14              | 15              | 16              | 17              | 18              | 19              | 20              | 21              | 22              | 23              | 24              | 25              | 26              | 27              | 28              | 29              | 30              | 31              |                 |
| Gennaio         | Lu              | Ma              | Me              | Gi              | Ve              | Sa              | Do              | Lu              | Ma              | Me              | Gi              | Ve              | Sa              | Do              | Lu              | Ma              | Me              | Gi              | Ve              | Sa              | Do              | Lu              | Ma              | Me              | Gi              | Ve              | Sa              | Do              | Lu              | Ma              | Me              |                 |
| Febbraio        | Gi              | Ve              | Sa              | Do              | Lu              | Ma              | Me              | Gi              | Ve              | Sa              | Do              | Lu              | Ma              | Me              | Gi              | Ve              | Sa              | Do              | Lu              | Ma              | Me              | Gi              | Ve              | Sa              | Do              | Lu              | Ma              | Me              |                 |                 |                 |                 |
| Marzo           | Gi              | Ve              | Sa              | Do              | Lu              | Ma              | Me              | Gi              | Ve              | Sa              | Do              | Lu              | Ma              | Me              | Gi              | Ve              | Sa              | Do              | Lu              | Ma              | Me              | Gi              | Ve              | Sa              | Do              | Lu              | Ma              | Me              | Gi              | Ve              | Sa              |                 |
| Aprile          | Do              | Lu              | Ma              | Me              | Gi              | Ve              | Sa              | Do              | Lu              | Ma              | Me              | Gi              | Ve              | Sa              | Do              | Lu              | Ma              | Me              | Gi              | Ve              | Sa              | Do              | Lu              | Ma              | Me              | Gi              | Ve              | Sa              | Do              | Lu              |                 |                 |
| Maggio          | Ma              | Me              | Gi              | Ve              | Sa              | Do              | Lu              | Ma              | Me              | Gi              | Ve              | Sa              | Do              | Lu              | Ma              | Me              | Gi              | Ve              | Sa              | Do              | Lu              | Ma              | Me              | Gi              | Ve              | Sa              | Do              | Lu              | Ma              | Me              | Gi              |                 |
| Giugno          | Ve              | Sa              | Do              | Lu              | Ma              | Me              | Gi              | Ve              | Sa              | Do              | Lu              | Ma              | Me              | Gi              | Ve              | Sa              | Do              | Lu              | Ma              | Me              | Gi              | Ve              | Sa              | Do              | Lu              | Ma              | Me              | Gi              | Ve              | Sa              |                 |                 |
| Luglio          | Do              | Lu              | Ma              | Me              | Gi              | Ve              | Sa              | Do              | Lu              | Ma              | Me              | Gi              | Ve              | Sa              | Do              | Lu              | Ma              | Me              | Gi              | Ve              | Sa              | Do              | Lu              | Ma              | Me              | Gi              | Ve              | Sa              | Do              | Lu              | Ma              |                 |
| Agosto          | Me              | Gi              | Ve              | Sa              | Do              | Lu              | Ma              | Me              | Gi              | Ve              | Sa              | Do              | Lu              | Ma              | Me              | Gi              | Ve              | Sa              | Do              | Lu              | Ma              | Me              | Gi              | Ve              | Sa              | Do              | Lu              | Ma              | Me              | Gi              | Ve              |                 |
| Settembre       | Sa              | Do              | Lu              | Ma              | Me              | Gi              | Ve              | Sa              | Do              | Lu              | Ma              | Me              | Gi              | Ve              | Sa              | Do              | Lu              | Ma              | Me              | Gi              | Ve              | Sa              | Do              | Lu              | Ma              | Me              | Gi              | Ve              | Sa              | Do              |                 |                 |
| Ottobre         | Lu              | Ma              | Me              | Gi              | Ve              | Sa              | Do              | Lu              | Ma              | Me              | Gi              | Ve              | Sa              | Do              | Lu              | Ma              | Me              | Gi              | Ve              | Sa              | Do              | Lu              | Ma              | Me              | Gi              | Ve              | Sa              | Do              | Lu              | Ma              | Me              |                 |
| Novembre        | Gi              | Ve              | Sa              | Do              | Lu              | Ma              | Me              | Gi              | Ve              | Sa              | Do              | Lu              | Ma              | Me              | Gi              | Ve              | Sa              | Do              | Lu              | Ma              | Me              | Gi              | Ve              | Sa              | Do              | Lu              | Ma              | Me              | Gi              | Ve              |                 |                 |
| Dicembre        | Sa              | Do              | Lu              | Ma              | Me              | Gi              | Ve              | Sa              | Do              | Lu              | Ma              | Me              | Gi              | Ve              | Sa              | Do              | Lu              | Ma              | Me              | Gi              | Ve              | Sa              | Do              | Lu              | Ma              | Me              | Gi              | Ve              | Sa              | Do              | Lu              |                 |